# Caspofungina
Caspofungina (acetato) é um fármaco derivado de um produto fermentado da Glarea lozoyenisi e foi a primeira substância da classe das equinocandinas a ser aprovada para uso clínico pela FDA. Apresenta atividade antifúngica contra uma grande variedade de patógenos, incluindo espécies de Candida, Aspergillus e Pneumocystis.
O mecanismo de ação da Caspofungina consiste na inibição da síntese da enzima β-(1,3)-D-glicano, presente na parece celular de fungos filamentosos e leveduras, levando à lise e à morte celular.
A caspofungina não é ativa por via oral e apresenta alta ligação às proteínas plasmáticas (97% à albumina) e possui meia-vida de 9 a 11 horas. É bem tolerada quando aplicada por via endovenosa e a dose usualmente recomendada é a de 70 mg de acetato de caspofungina no primeiro dia, seguida por doses de 50 mg/dia nos dias seguintes. É lentamente biotransformado por hidrólise e N-acetilação e sua eliminação é aproximadamente igual entre a via urinária e a fecal.

## Reações Adversas
Os efeitos adversos mais comuns são semelhantes aos da liberação de histamina pelos mastócitos, como exantema, suor facial, prurido e sensação de calor, mas também pode ocorrer náuseas e flebite.

## Interações medicamentosas
- Ciclosporina – aumento do efeito e da toxicidade da caspofungina.[2][3]
- Tacrolimo – caspofungina pode reduzir a concentração plasmática do tacrolimo.[3]